# Emil Schering
Emil Schering, född 1873 i Münden, död 1951, var en tysk översättare och tidningsman. 
Schering är framför allt känd för sina översättningar till tyska av August Strindbergs verk från 1898 och framåt, samt för att sköta Strindbergs kontakter med förläggare och teaterdirektörer i Tyskland. Från 1900 hade Schering ensamrätt på Strindberg-översättningar till tyska, och han gav mellan 1899 och 1929 ut Strindbergs samlade skrifter i 46 band.
Scherings översättningar lästes förutom i tyskspråkiga länder i den anglosaxiska världen samt i Ryssland, men de har också fått kritik, bland annat för att dramaöversättningarna är för skriftspråkliga. Strindberg förde en omfattande brevväxling med Schering, större än med någon annan av sina översättare.
Schering översatte också flera av fransmannen Joséphin Péladans verk.